# Sequestrierung von Toxinen

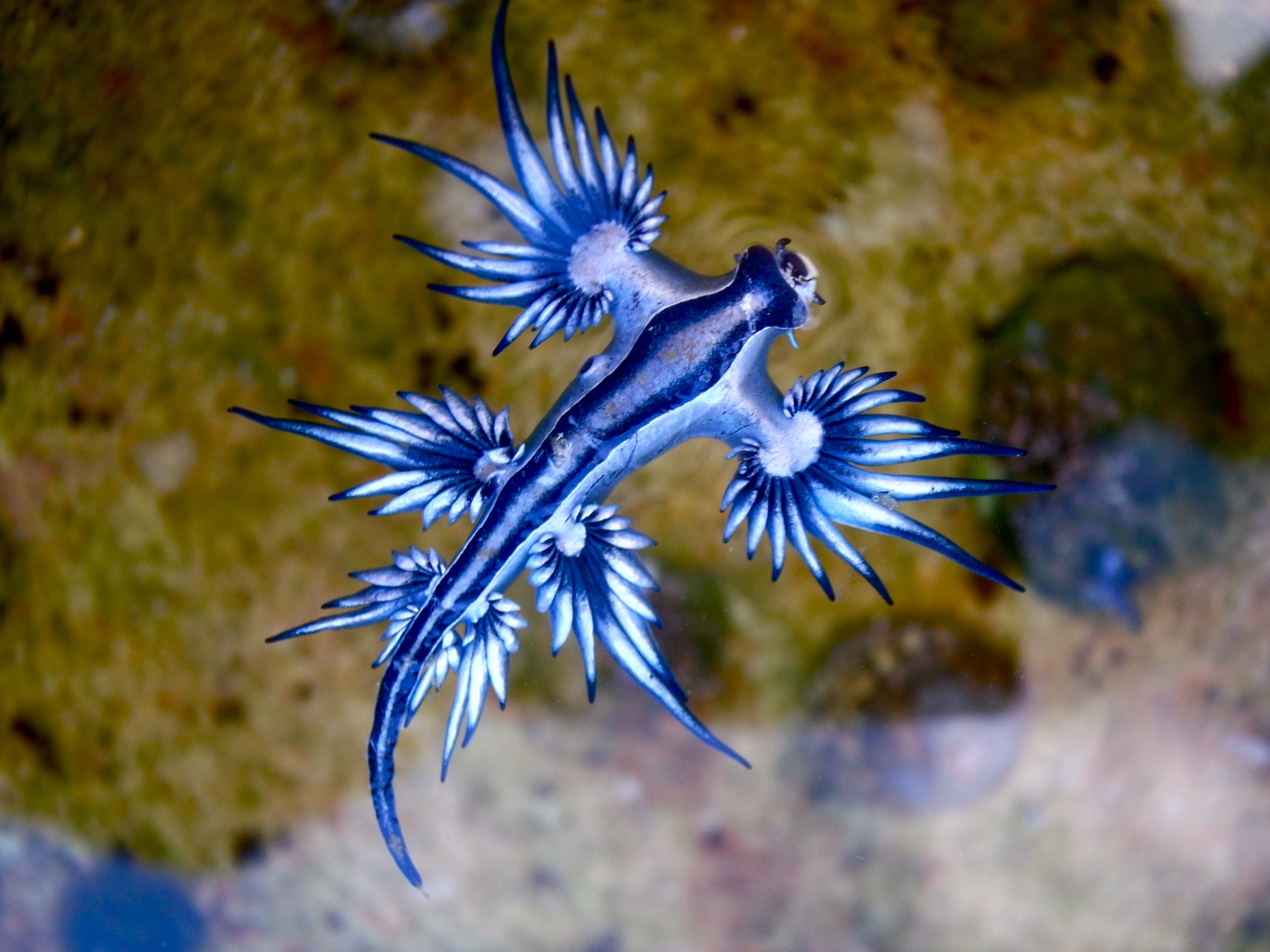
Glaucus atlanticus, ein Nacktkiemer, nährt sich von der Portugiesischen Galeere (Physalia physalis) und lagert deren Nesselzellen ins Gewebe ein

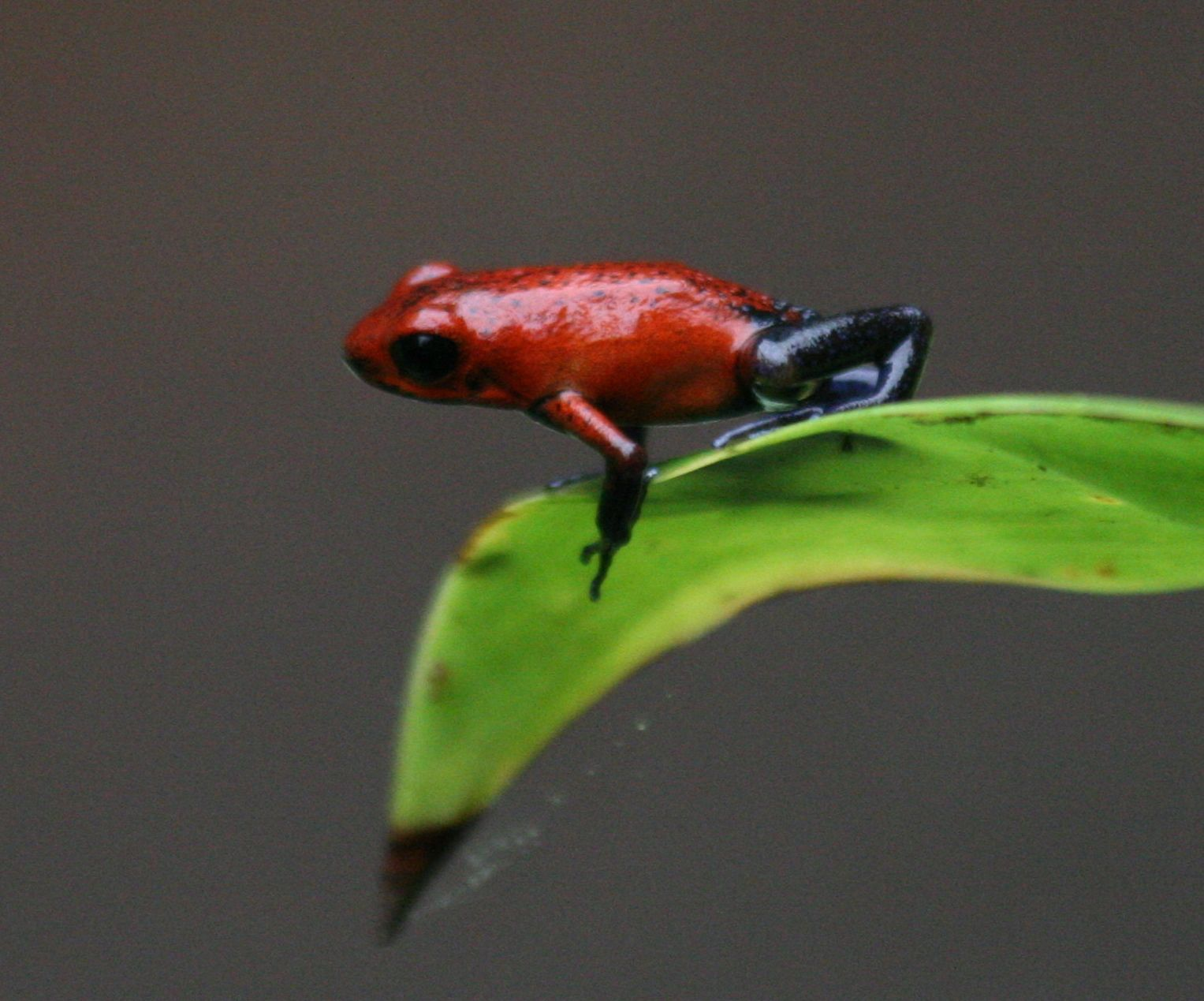
Erdbeerfröschchen (Oophaga pumilio), ein Pfeilgiftfrosch aus Costa Rica, nährt sich u. a. von Schuppenameisen der Gattungen Brachymyrmex sowie Paratrechina und lagert deren Pumiliotoxine unter der Haut ein.

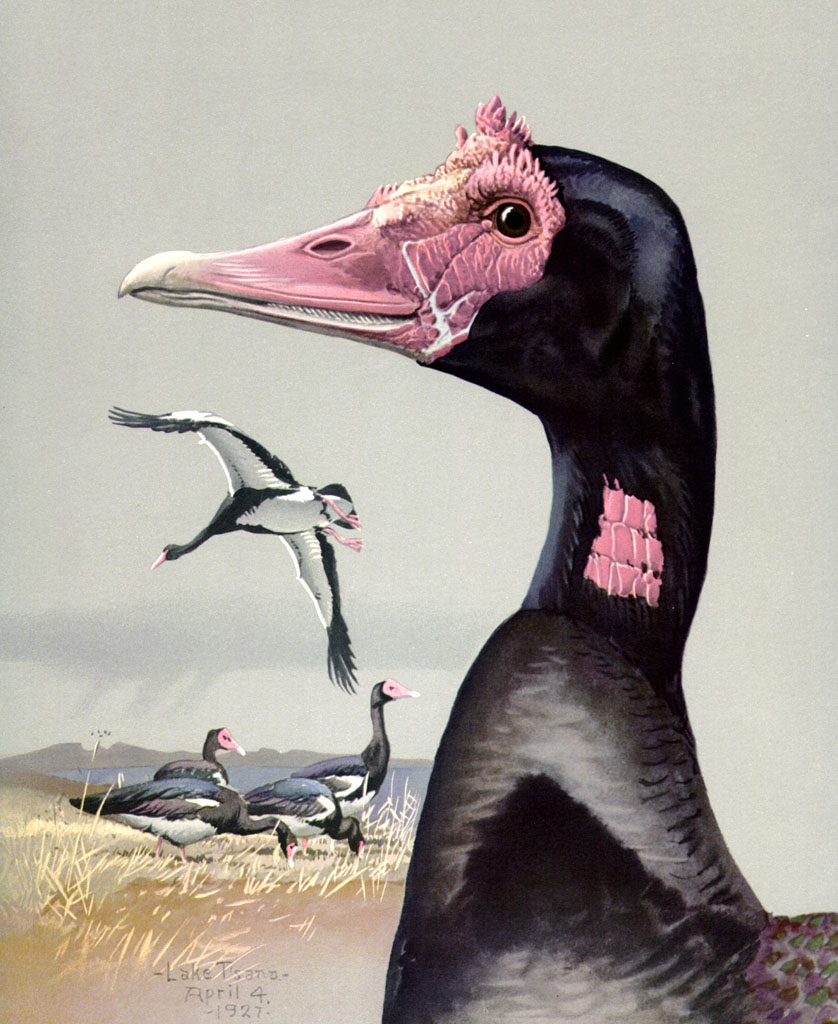
Sporngans (Plectropterus gambensis) aus Afrika, nährt sich u. a. von Ölkäfern (Meloidae) und lagert deren Cantharidin im Muskelgewebe ein.

Sequestrierung von Toxinen (spätlateinisch sequestrare ‚absondern, trennen‘) bezeichnet die Aufnahme, die Einlagerung und Akkumulation von Toxinen (Giftstoffe aus Lebewesen) aus der natürlichen Umwelt durch Tiere. Eine Folge der Aufnahme von Toxinen ist ein größerer Schutz vor Parasiten und Prädatoren. Die giftigen Ausgangsprodukte können aus allen Organismenreichen stammen. Bei der Inkorporation ist es erforderlich, dass Schutzmechanismen bestehen, um Giftwirkungen zu vermeiden. Die Einlagerung erfolgt häufig in bestimmte Organe wie eine Giftblase oder die Haut. Eine Sequestrierung von Giften betreiben nur Tiere, die nicht selbst zur direkten Biosynthese giftiger Stoffe befähigt sind. Metabolische Änderungen an den Giftmolekülen sind manchmal möglich.
Die Toxinologie, ein Teilbereich der Toxikologie, beschäftigt sich u. a. mit sequestrierten Toxinen.

## Sequestrierende Tiere
Die Gift sequestrierenden Tiere sind vielfach als die „eigentlichen“ Giftträger bekannt. Viele dieser Gifttiere betreiben Aposematismus, das heißt, sie tragen eine Warnfärbung. Häufig ist der Vorgang der Sequestrierung und die Mechanismen, die aufgenommene Giftmenge zu tolerieren, nicht gut aufgeklärt.

### Vögel
Als Giftvögel sind einige Pitohui aus Neuguinea bekannt, so der Zweifarbenpitohui (Pitohui dichrous), Pitohui ferrugineus und Mohrenpitohui (Pitohui nigrescens), sowie Blaukappenflöter (Ifrita kowaldi), die das Insektengift Batrachotoxin wahrscheinlich aus dem Verzehr von Käfern der Gattung Choresine beziehen und in Haut und Gefieder sequestrieren.
Die Sporngans bezieht ihr Körpergift Cantharidin aus Ölkäfern (Meloidae). Dieses reichert sie in ihrem Gewebe an, sodass der Verzehr der Sporngans, je nach aufgenommener Menge der Käfer, für Prädatoren und Menschen giftig ist.

### Frösche
Unter den giftigen Amphibien können einige ihre Amphibiengifte selbst synthetisieren. Frösche sind dazu nicht in der Lage. Als Gift sequestrierend fallen besonders Pfeilgiftfrösche auf. Sie lagern die Giftstoffe, meist von Insekten oder Hornmilben, in oder unter ihrer Haut ein. Pfeilgiftfrösche sind sehr häufig aposematisch. Mit ihren Hautgiften kontaminiert, z. B. durch Verletzungen, können Pfeilgiftfrösche Vergiftungen erleiden.

### Fische
Planktonfressende Fische können durch Fressen von Cyanobakterien oder Dinoflagellaten deren Gifte im Körper anreichern und für den Menschen oder Fressfeinde giftig werden. Durch Sequestrierung über die Nahrungskette können selbst Raubfische zu potenten Giftträgern werden und Fischvergiftungen vermitteln.

### Weichtiere
Einige Nacktkiemer-Schnecken (Unterordnung Nudibranchia), die sich von Polypen der Nesseltiere ernähren, können die Nesselzellen in der Haut ihres Hinterleibs speichern, wo sie bei Räubern zu unliebsamen Erfahrungen führen können. Die Nesselzellen passieren dabei unbeschadet den Verdauungstrakt und werden durch besondere Darmausstülpungen an die entsprechenden Stellen im Hinterleib gebracht. Die Nacktkiemer selbst haben Abwehrmechanismen gegen den Nesselangriff der Polypen entwickelt. Wahrscheinlich spielen dabei Spezialzellen mit großen Vakuolen in der Haut eine Rolle. Gift sequestrierende Nacktkiemer sind häufig aposematisch.
Muscheln können durch Plankton-Filtration große Mengen an giftigen Dinoflagellaten oder Cyanobakterien konsumieren, sodass ihr Muschelfleisch z. B. durch Saxitoxin neurotoxisch wird.

### Schlangen
Tigernattern fressen Japanische Erdkröten, um deren Bufadienolide anzureichern. Experimente mit unterschiedlichem Futter (mit und ohne Japanische Erdkröten) zeigen, dass die Schlange die Giftstoffe nicht selber herstellen kann.

### Insekten
Obgleich viele Insekten dazu in der Lage sind, selbst verschiedenste Gifte herzustellen, sequestrieren einige Schmetterlinge der Spanner (z. B. Arichanna gaschkevitchii und Rauschbeerenspanner), Widderchen sowie Gespinst- und Knospenmotten  pflanzliche Gifte (z. B. Diterpenoide). Pflanzengift sequestrierende Schmetterlinge sind häufig aposematisch. Auch Heuschrecken können Chinone, Phenole und andere pflanzliche Gifte in ihrem Körper einlagern, zum Beispiel Romalea microptera.
Die Pyrrolizidinalkaloid-Anreicherung bei einigen Schmetterlingen und Heuschrecken beruht auf der Sequestrierung dieser pflanzlichen Gifte.

## Giftquellen

### Bakterielle Gifte
Gifte von Cyanobakterien können sich über die Nahrungskette in Muscheln und Fischen anreichern. Am bekanntesten sind die Microcystine von Vertretern der Blaualgengattung Microcystis. Auch die neurotoxische Aminosäure β-Methylamino-alanin (BMAA) kommt vor.

### Gifte aus Einzellern
Giftige Dinoflagellaten können in großer Menge auftauchen, wodurch Planktonfresser wie Fische und Muscheln, soweit sie nicht selbst vergiftet werden, zu Giftträgern werden, deren Verzehr auch für den Menschen lebensbedrohende Auswirkungen haben kann. Die Krankheit Ciguatera, eine Art Fischvergiftung, wird durch Stoffwechselprodukte der Dinoflagellaten-Art Gambierdiscus toxicus hervorgerufen. Über die Nahrungskette gelangen die Dinoflagellaten-Toxine Ciguatoxin und Maitotoxin in Fische, die dadurch ebenfalls stark giftig werden.

### Mykotoxine
Mykotoxine werden meist über die Nahrungskette angereichert.

### Pflanzliche Gifte
Viele wirbellose Gifttiere beziehen ihre Giftstoffe aus ihren Fraßpflanzen. Da junge Pflanzenteile oft höhere Giftkonzentrationen enthalten, können die Herbivoren die Giftaufnahmemenge beeinflussen.
Giftige sekundäre Metabolite wie Dipertene oder Pyrrolizidinalkaloide werden von einigen Schmetterlingen und Heuschrecken aufgenommen.
Die Nutzung von Wolfsmilchgewächsen mit giftigem Milchsaft wurde für einige Schmetterlingsgruppen namensgebend, so für Wolfsmilchschwärmer, Wolfsmilch-Rindeneule, Wolfsmilchspanner und Wolfsmilch-Ringelspinner.

### Tierische Gifte
Insektengifte und Gifte aus Spinnentieren wie Hornmilben werden sowohl von Gift sequestrierenden Fröschen wie Vögeln verwendet.
Giftige Nesseltiere dienen Nacktkiemern als Giftquelle.

## Gegenmaßnahmen
Die wichtigste Gegenmaßnahme ist das Kennen und Vermeiden von Gifttieren. Eine Sequestrierung von Giften über die Nahrungskette kommt insbesondere bei Muscheln und Fischen vor. In Schlachtfleisch und Kuhmilch z. B. kann die Anreicherung von Mykotoxinen aus dem Futter erfolgen, der dann mit spezifischen Adsorptionsmitteln begegnet wird.